# Populus yunnanensis
Populus yunnanensis is een plantensoort uit de familie Salicaceae. De soort wordt gerekend tot de sectie Tacamahaca (balsempopulieren). De plant is inheems in de bergen en bossen van de Chinese provincies Guizhou, Sichuan en Yunnan. Aan deze laatste provincie dankt deze populier ook haar Engelse naam: 'Yunnan Poplar'. De soort wordt op hoogtes van 1300 tot 3700 m aangetroffen.

## Beschrijving
Populus yunnanensis is een middelgrote loofboom met een maximale hoogte van 30 meter. De boom heeft meestal een korte rechte stam met een zwaar vertakte, wijd spreidende kroon. De eironde bladeren zijn eind september tot begin oktober effen brons tot groenbruin. Ze zijn glanzend donkergroen op de bovenzijde, grijsachtig groen aan de onderzijde en rond de middennerf meestal roodachtig. De bladeren worden heldergeel voordat ze afvallen (veel later dan andere populieren).
Mannelijke bloemen verschijnen meestal als de boom minstens vijf jaar oud is. Het zijn dicht op elkaar geplaatst in hangende katjes die meestal voor de bladeren verschijnen (april). De zaden worden in april en mei gevormd.
De schors is aanvankelijk glad maar wordt ruwer, donkerder grijs / bruin in bomen van meer dan vijftien jaar oud.

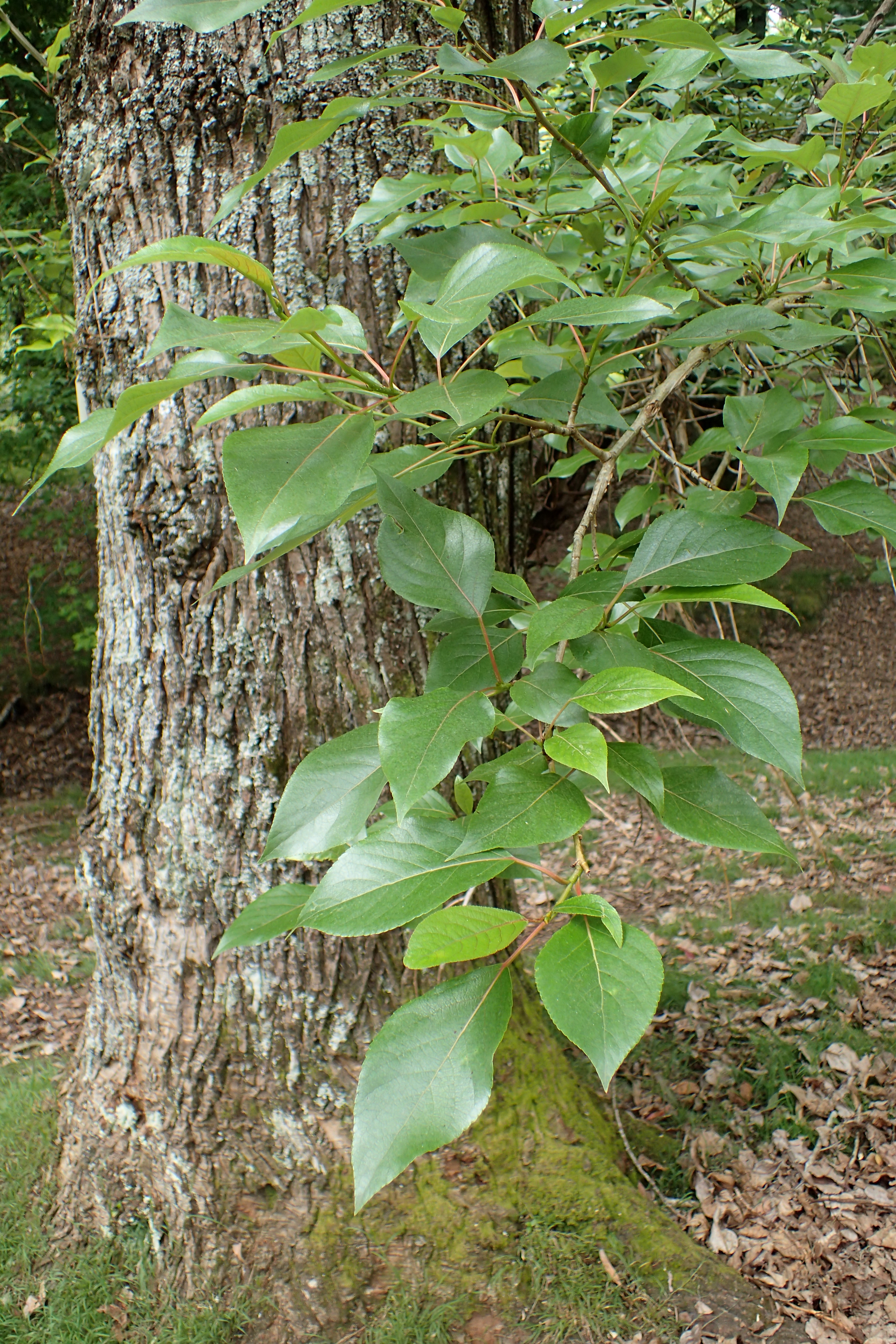
Populus yunnanensis in Hackfalls Arboretum
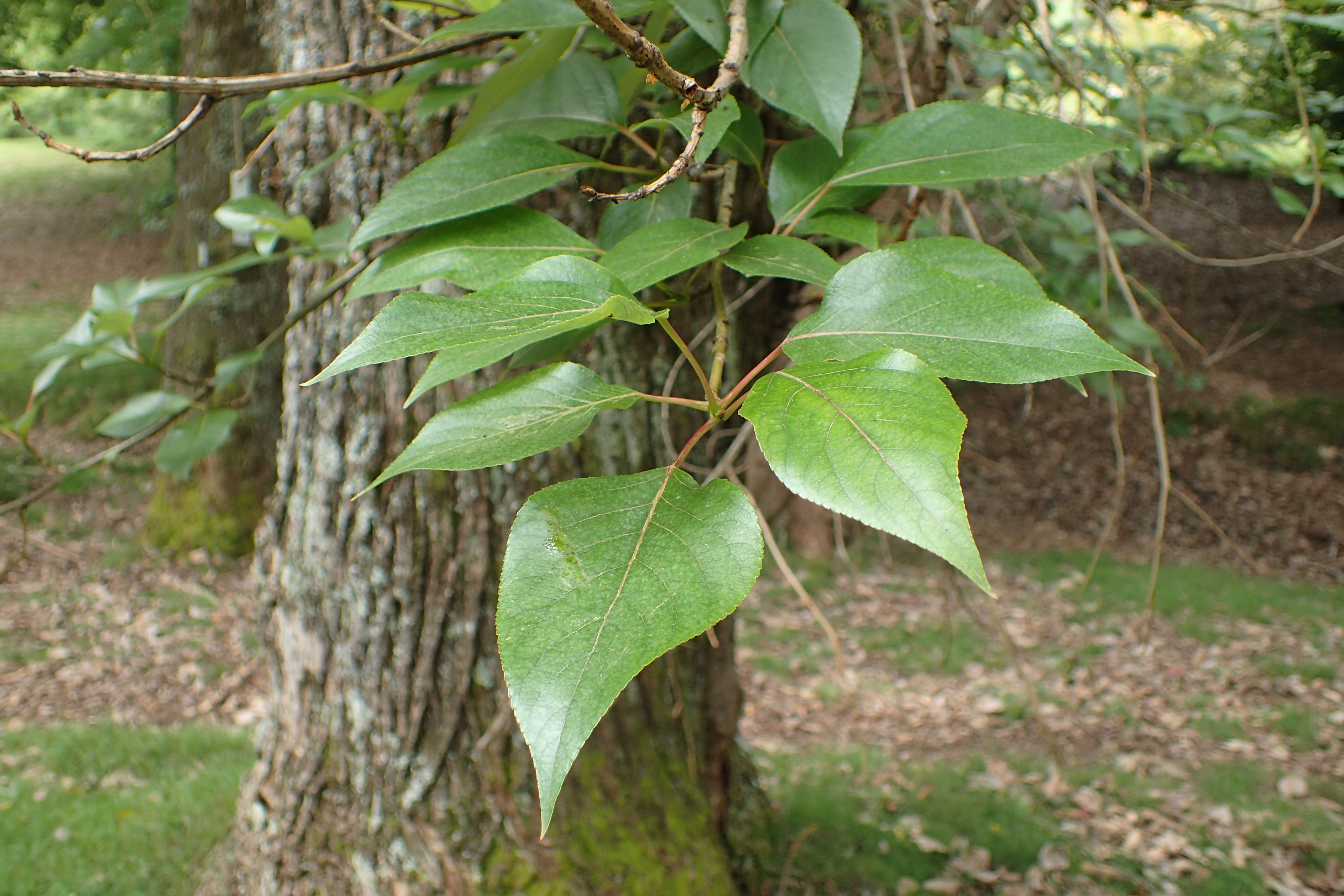
Populus yunnanensis in Hackfalls Arboretum

## Variëteiten
- Populus yunnanensis var. microphylla C.Wang & S.L.Tung
- Populus yunnanensis var. pedicellata C.Wang & S.L.Tung
- Populus yunnanensis var. yunnanensis

... ·  
P. ×acuminata · 
P. adenopoda · 
P. afghanica · 
P. alba (Witte abeel) · 
P. angustifolia (Smalbladige populier) · 
P. balsamifera (Ontariopopulier) · 
P. ×berolinensis (Siberische balsempopulier) · 
P. ×canadensis (Canadapopulier) · 
P. candicans · 
P. ×canescens (Grauwe abeel) · 
P. cathayana · 
P. davidiana · 
P. deltoides (Amerikaanse populier) · 
P. euphratica · 
P. fremontii · 
P.  grandidentata (Grofgetande populier) · 
P. guzmanantlensis ·  
P. heterophylla (Hartbladige populier) · 
P. ilicifolia · 
P. ×interamericana (Zwarte balsemhybride) · 
P. ×jackii · 
P. koreana · 
P.  lasiocarpa (Ruwe populier) · 
P. laurifolia (Laurierpopulier) · 
P. maximowiczii (Koreaanse balsempopulier) · 
P. mexicana · 
P. nigra (Zwarte populier) · 
P. nigra var. italica (Italiaanse populier) · 
P. rotundifolia · 
P. sieboldii · 
P. simonii (Chinese balsempopulier) · 
P. suaveolens · 
P. szechuanica · 
P. ×tomentosa ·  
P. tremula (Ratelpopulier) · 
P. tremuloides (Amerikaanse ratelpopulier) · 
P. trichocarpa (Zwarte balsempopulier) · 
P. tristis · 
P. wilsonii (Wilsonpopulier) · 
P. yunnanensis · 
...